# Alameda del Duque de Santa Elena

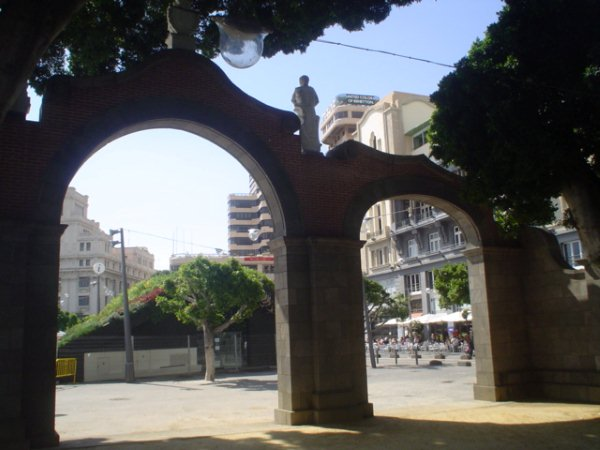
Réplica del pórtico de La Alameda.

La Alameda del Duque de Santa Elena fue un paseo de la ciudad de Santa Cruz de Tenerife (Canarias, España). En la actualidad es prácticamente parte integrante de la plaza de España. El entorno ha sido restaurado recientemente siguiendo el proyecto de los arquitectos suizos Herzog & De Meuron. La obra ha incluido la reconstrucción de una réplica del pórtico de la Alameda, a imagen del original.

## Historia

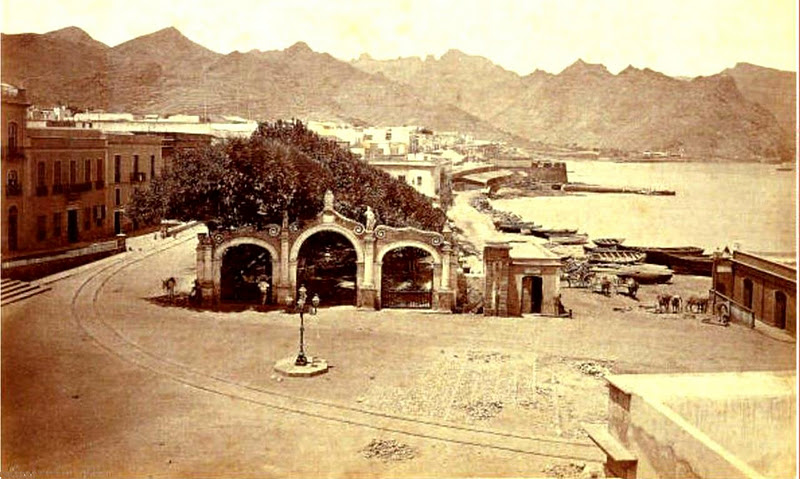
La Alameda en 1876.

Fue llevada a cabo en 1787 por iniciativa del Marqués de Branciforte, comandante general de la isla en ese momento. La obra fue realizada por un ingeniero militar (como la mayoría de las más importantes llevadas a cabo en Canarias en el siglo XVIII), Amat de Tortosa.
Su nombre oficial fue perdiendo peso entre los vecinos de la capital, conociéndose durante muchos años como Alameda del Muelle o Alameda de la Marina e incluso como Los Paragüitas, cuando allí se instalaron paraguas para evitar que el sol molestara a los ciudadanos que acudían a pasear.
La Alameda fue un pequeño jardín público  que imitaba aquellos de las grandes ciudades, surgido al abrigo de los gustos de los ilustrados; un sitio acotado por donde pasear, engalanado con algunas figuras y objetos decorativos. La construcción de la Plaza del Príncipe en el siglo siguiente la dejó obsoleta, estando a punto de desaparecer en diversas ocasiones.
Poggi y Borsotto la describe en torno a 1881 con un largo de ochenta varas y con tres paseos para deambular. La vegetación estaba constituida, en su mayoría, por plátanos del Líbano y algunos tamarindos. Casi al fondo se ubicaba una fuente de mármol blanco de Carrara, procedente de un taller genovés. Al final concluía el paseo ante una estatua, también de mármol blanco, que representaba siguiendo el relato de Poggi, una alegoría del tiempo.
La cercanía del mar hizo morir a la vegetación del recinto, una situación que terminó gracias a la ampliación de la zona portuaria y la superficie de suelo que Santa Cruz consiguió arrebatarle al océano Atlántico.
Fue mucho tiempo utilizado como mirador de excepción del muelle, desde el que se pudo contemplar la llegada de personas como el rey Alfonso XIII, el general Primo de Rivera o Francisco Franco.